# Anpartsprojekt
Et anpartsprojekt er et populært navn for investeringsselskaber, som sælges til en gruppe personer, ofte primært med henblik på, at disse kan spare penge i skat. Bag anpartsprojekterne står firmaer (udbydere), hvis hovedaktivitet typisk er at oprette og drive sådanne projekter.
Et projekt organiseres som et kommanditselskab, eller sjældnere et interessentskab. I disse selskabsformer betaler selskabet ikke skat. I stedet indgår overskud eller underskud direkte på ejernes selvangivelser.
Modellen er, at lade selskabet købe et dyrt skib, hus eller lignende, som så kan afskrives over en årrække. De store afskrivninger giver et underskud, som kan trækkes fra hos ejerne. På længere sigt skulle projektet gerne give overskud, som så til gengæld vil være skattepligtigt. På et vellykket projekt er der derfor snarere tale om at udskyde end at spare skat. Mange projekter er dog gået galt – ofte fordi udbyderen ikke har gjort sit arbejde godt nok – og i disse tilfælde har ejerne skullet indbetale meget store beløb, hvilket har ført mange personer i økonomisk uføre.